# Chu Lập Luân
Chu Lập Luân (tiếng Trung: 朱立倫; bính âm: Zhū Lìlún, tên tiếng Anh: Eric Chu) là một nhân vật chính trị Đài Loan, sinh ngày 7 tháng 6 năm 1961 tại hương Bát Đức, huyện Đào Viên, Đài Loan; quê tổ tại huyện Nghĩa Ô, tỉnh Chiết Giang. Ông là đảng viên Quốc Dân đảng, là cử nhân quản lý công thương Đại học Quốc lập Đài Loan, thạc sĩ tài chính Đại học New York, tiến sĩ kế toán Đại học New York. Ông trở thành Chủ tịch Quốc Dân đảng vào ngày 19 tháng 1 năm 2015, và nhậm chức thị trưởng thành phố Tân Bắc từ ngày 25 tháng 10 năm 2010. Ông cũng từng đảm nhiệm các chức vụ: ủy viên lập pháp, huyện trưởng huyện Đào Viên, phó viện trưởng Hành chính viện. Ông cùng với Mã Anh Cửu, Hồ Chí Cường là các nhân vật trung tâm trụ cột của Quốc Dân đảng, gọi chung là "Mã Lập Cường". Tại Đại hội lâm thời của Quốc Dân đảng vào ngày 17 tháng 10 năm 2015, Hồng Tú Trụ bị tước tư cách đề cử tranh cử tổng thống, Chu Lập Luân trở thành đại biểu của đảng này tham dự tranh cử. Ngày 19 tháng 10 năm 2015, ông tuyên bố xin tạm nghỉ chức vụ thị trưởng Tân Bắc ba tháng để tranh cử tổng thống, tạm thay thế là phó thị trưởng Hầu Hữu Nghi (侯友宜).